# 海神喉盤魚
海神喉盤魚，為輻鰭魚綱鱸形目喉盤魚亞目喉盤魚科的其中一種，分布於南澳大利亞海域，棲息深度約2公尺，體長可達2公分，屬底棲性魚類，棲息在海草生長的海域。